# Orne
Die Orne ist ein Fluss im Nordwesten Frankreichs, in der Region Normandie.

## Flusslauf
Die Orne entspringt im Hügelland des Perche, im Gemeindegebiet von Aunou-sur-Orne, auf etwa 190 Metern Höhe, entwässert generell Richtung Nordwest und mündet nach rund 170 Kilometern bei Ouistreham in den Ärmelkanal. Das von Hügeln und Steilufern geprägte Tal wird auch Normannische Schweiz genannt.
Auf ihrem Weg durchquert die Orne die Départements Orne, für das sie auch Namensgeber ist, und Calvados.

## Orte am Fluss
- Aunou-sur-Orne
- Sées
- Argentan
- Écouché
- Putanges-Pont-Écrepin
- Clécy
- Thury-Harcourt
- May-sur-Orne
- Caen
- Ouistreham

## Nebenflüsse
| Linke Nebenflüsse: - Thouane - Baize (linker Nebenfluss) - Cance - Udon - Maire - Rouvre - Noireau - Odon | Rechte Nebenflüsse: - Don - Ure - Baize (rechter Nebenfluss) - Laize |

## Geschichte
Westlich der Ornemündung landeten am 6. Juni 1944 die Westalliierten im Rahmen der Operation Overlord im besetzten Frankreich. In der Folge fanden an der Orne schwere Kämpfe zwischen der deutschen Wehrmacht und vorrückenden alliierten Truppen (Engländer, Amerikaner, Kanadier) statt.
Im Juli 1944 sprengten acht deutsche Kampfschwimmer die Orne-Schleusen.